# Uchū no Stellvia
Uchū no Stellvia (宇宙のステルヴィア, Uchū no suteruvia, Stellvia vient de deux mots latins, « stella », signifiant « étoile », et « via », ou « route » ; le nom de l'anime peut donc se traduire comme « La route qui mène aux étoiles ») est une série anime japonaise se déroulant dans le futur lointain, dans l'espace. Elle est réalisée par Tatsuo Sato et produite par Studio Xebec. Elle comprend 26 épisodes. Une suite avait été prévue pour 2005 mais fut annulée pour des problèmes internes.
Une adaptation manga créée par Ryō Akizuki a été prépubliée dans le magazine Dengeki Daiō à partir de mai 2003.

## Synopsis
En l'an 2167 la Terre est dévastée par une forte onde de choc électromagnétique causée par la supernova d'une étoile située à vingt années-lumière, Beta Hydri. Cent quatre-vingt-neuf années plus tard, en 2356, la civilisation a été reconstruite et l'humanité entière a construit des Fondations, de grandes stations spatiales, pour servir de bouclier contre la seconde onde de choc de la supernova, qui contiendra beaucoup de matière de l'étoile elle-même.
Les étudiants de l’académie spatiale de Stellvia, une de ces fondations, devront relever plusieurs défis.

## Personnages
Shima 'Shipon' Katase (片瀬 志麻, Katase Shima)
Doublage : Ai Nonaka
L'héroïne de l'émission est Shima Katase (surnommée Shipon しーぽん par Arisa), qui rejoint le programme spatial de Stellvia pour « voir les étoiles en regardant droit devant et non au-dessus ». Au début, on la voit osciller entre avoir pleinement confiance en elle-même ou se croyant nulle. Elle est très travailleuse, bien que naturellement surdouée.
Kōta Otoyama (音山 光太, Otoyama Kōta)
Doublage : Takahiro Mizushima
Kōta est un personnage assez mystérieux. Il est le petit ami de Shipon mais on le connaît peu. Il a une sœur aînée qui dirige un observatoire astronomique au Japon. Il donne souvent des conseils tout aussi énigmatiques que lui-même. Au début, ce classant volontairement dans la moyenne, il se révèle être le seul à pouvoir utilisé pleinement les capacités du robot Infinity.
Arisa Glennorth (アリサ・グレンノース)
Doublage : Yuki Matsuoka
Arisa est la meilleure amie de Shipon, qu'elle rencontre pour la première fois sur la navette quittant la Terre, au début de leurs études. Elle n'est pas aussi douée que Shipon en études ou en pilotage, mais elle s'inspire de son amie et l'appelle son « étoile d'espoir ». Plus tard dans la série, elle décide de devenir mécanicienne plutôt que pilote.
Rinna Kazamatsuri (風祭 りんな, Kazamatsuri Rin'na)
Doublage : Ryō Hirohashi
Rinna a été transférée depuis la fondation Ultima, et voit Shipon comme amie et principale rivale. Elle est plus jeune que Shipon et que la plupart des autres étudiants. Il y avait peu d'enfants à Ultima, celle-ci étant une fondation nouvelle ; elle passait donc son temps à joueur sur les simulateurs de vol, ce qui en fit une des meilleures pilotes de Stellvia.
Yayoi Fujisawa  (藤沢 やよい, Fujisawa Yayoi)
Doublage : Fumiko Orikasa
Yayoi est l'une des étudiantes les plus âgées du cours de Shipon. Elle avait été dans le programme de Stellvia deux ans auparavant, mais le quitta après un accident lors des vols d'entraînement. Ayaka est responsable de l'accident, mais elle sauva Yayoi. Yayoi avertit Kōta des indices d'un autre « accident » lorsque Shipon sort s'entraîner avec Ayaka ; Kourou arrive à la sauver. Malgré les attaques sur elle-même et Shipon, Yayoi défend Ayaka quand celle-ci est menacée d'expulsion de Stellvia.
Akira Kayama (栢山 晶, Kayama Akira)
Doublage : Rie Tanaka
Akira est une étudiante tranquille et plutôt taciturne, camarade de chambre de Yayoi. Elle peut s'irriter facilement quand elle est entourée de monde un peu trop longtemps, mais elle aime bien passer du temps avec Yayoi, Shipon et Arisa.
Ayaka Machida (町田 初佳, Machida Ayaka)
Doublage : Megumi Toyoguchi
L'une des Big 4 (meilleurs étudiants des dernières années) de Stellvia, Ayaka est très compétitive. Ayant un complexe d'infériorité, elle est très perfectionniste et dure avec elle-même et ne supporte pas de voir les autres réussir. Elle essaya de causer un accident à Yayoi quand celle-ci menaçait de devenir la meilleure de la classe, et voulait faire de même avec Shipon.
Richard James (リチャード・ジェームス)
Doublage : Katsunosuke Hori
Richard est le professeur principal de Stellvia. C'est lui qui fit l'entrevue d'entrée à Shipon. Il est avunculaire et plutôt optimiste. Il encourage les étudiants à faire confiance aux autres en situations critiques. Il joue souvent aux échecs avec Hutter.
Carl Hutter (カール・ヒュッター)
Doublage : Masahiko Tanaka
Hutter est un professeur de Stellvia, toujours très réservé et calme. Plutôt pessimiste, il contrebalance Richard James.
Jinrai Shirogane (白銀 迅雷, Shirogane Jinrai)
Doublage : Keiji Fujiwara
Shirogane est un autre professeur de Stellvia, celui de programmation. Passionné et déterminé, il insiste pour qu'on entende toujours les voix des étudiants. Il a des sentiments pour l'infirmière de Stellvia, Ren.
Leila Barthes (レイラ・バルト, Reira Baruto)
Doublage : Naomi Shindō
Professeur s'occupant des vols d'entraînement. Elle était un pilote d'élite et fut longtemps déprimée après avoir perdu le statut d'élite. Très dure avec les étudiants pour les forcer à faire de leur mieux, elle aime toutefois leurs côtés enfantins.
Joey Jones (ジョイ・ジョーンス)
Doublage : Akio Suyama
Un camarade de classe de Shipon, très bruyant et plein d'énergie, surnommé JoJo. Il n'est pas très fort dans ses études ni en pilotage, et est quelquefois moqué pour cela.
Ren Renge
Doublage : Michiko Neya
Une infirmière de Stellvia, assez dragueuse. Elle sort avec plusieurs hommes pendant la série, rendant Jinrai jaloux, mais elle semble l'aimer aussi. Elle travaille beaucoup avec les pilotes, en particulier Kōta.
Pierre Takida
Doublage : Yūji Ueda
Un autre camarade de classe de Shipon, Pierre est beau et parle beaucoup. Il drague toutes les filles qu'il croise et semble bien aimer Yayoi, quoiqu'on ne sait pas ce qu'elle pense de lui.
Masaru Odawara
Doublage : Saiga Mitsuki
Camarade de classe de Shipon, on le voit souvent avec Pierre et Joey. On le surnomme Dai, une autre lecture du kanji de son prénom (大).
Najima Gable
Doublage : Paku Romi
Une des Big 4. Elle cite parfois Shakespeare et la Bible. On ne sait presque rien d'autre d'elle.
Kent Austin
Doublage : Daisuke Kishio
Un des Big 4. Il essaie d'entrer en compétition avec Ayaka et semble l'aimer.
Ritsuo Sōjin
Doublage : Nobuyuki Hiyama
Un des Big 4, très silencieux et dévoué à ses études et à l'entraînement. Shipon le décrit en tant que ninja.

## Divers

### Jeu vidéo
Il y a deux jeux vidéo basés sur l'anime, l'un pour PlayStation 2 (sorti le 22 janvier 2004), et l'autre pour Game Boy Advance (sorti le 23 avril 2004). Dans le premier on est dans le rôle d'un nouvel étudiant à Stellvia, et dans le second un professeur.

### Suite
Le réalisateur de l'anime, Tatsuo Sato, a déclaré sur son site web que les plans pour une suite à Stellvia sont maintenant impossibles en raison de « problèmes internes ».

### Source
- (en) Cet article est partiellement ou en totalité issu de l’article de Wikipédia en anglais intitulé « Stellvia of the Universe » (voir la liste des auteurs).